# Меркуралия
Меркуралия (на латински: Mercuralia) е празник в Древен Рим на 15 май в чест на Меркурий (гръцкият му еквивалент: Хермес). Провежда се на Порта Капена в Стената на Сервий в Рим.